# 和光堂薬品
和光堂薬品株式会社（わこうどうやくひん）は、一般用医薬品・工業用薬品・医療機器の卸売を業とした日本の企業である。後身はメディセオ・パルタックホールディングスの一社「クラヤ三星堂」である。地盤は近畿地方。

## 概要
- 本社は大阪府茨木市新中条町55-4
- 代表取締役社長　　西部外喜雄

## 沿革
- 昭和41年8月10日に大阪府の「和光堂産業株式会社」の医家向部門を切り離し「厚和薬品」が出資し「和光堂薬品株式会社」設立
- 昭和46年1月厚和薬品・4月田辺薬品（近畿圏域の医薬品卸で製薬メーカーの田辺製薬とは別会社）と近畿圏大型合併により同時に「三星堂」に合併

## 主な取引メーカー
- 武田薬品工業等